# Карамышево (Липецкая область)
Карамы́шево — село Грязинского района Липецкой области. Административный центр Карамышевского сельсовета. Стоит на левом берегу реки Воронежа.

## История
Археологи обнаружили около села стоянки человека, жившего более трех тысяч лет назад, относящиеся к эпохе бронзового века.
Селение возникло в первой половине XVII века. Известно, что в 1648 году в связи со строительством Белгородской черты Карамышево включено в Сокольский уезд и перенесено в более безопасное место на правом берегу Воронежа. На старом селище был поставлен стоялый острожек. В конце XVII века село «вернулось» на прежнее место.
В 1880 году, согласно данным Центрального статистического комитета, в селе было 288 дворов с 2016 жителями.
Название — от фамилии Карамышев. Она встречается у служилых людей XVII века в документах.
В Карамышеве есть церковь Иоанна Богослова (построена в 1864 году; ) и кладбище, расположенные в разных сторонах села. В пойме Воронежа расположены несколько небольших озёр. Автодорогой Карамышево связано с селом Сошки.

## Население
| 1880 | 2009  | 2010  | 2013  |
| ---- | ----- | ----- | ----- |
| 2016 | ↘1183 | ↘1092 | ↗1191 |